# 自然村落

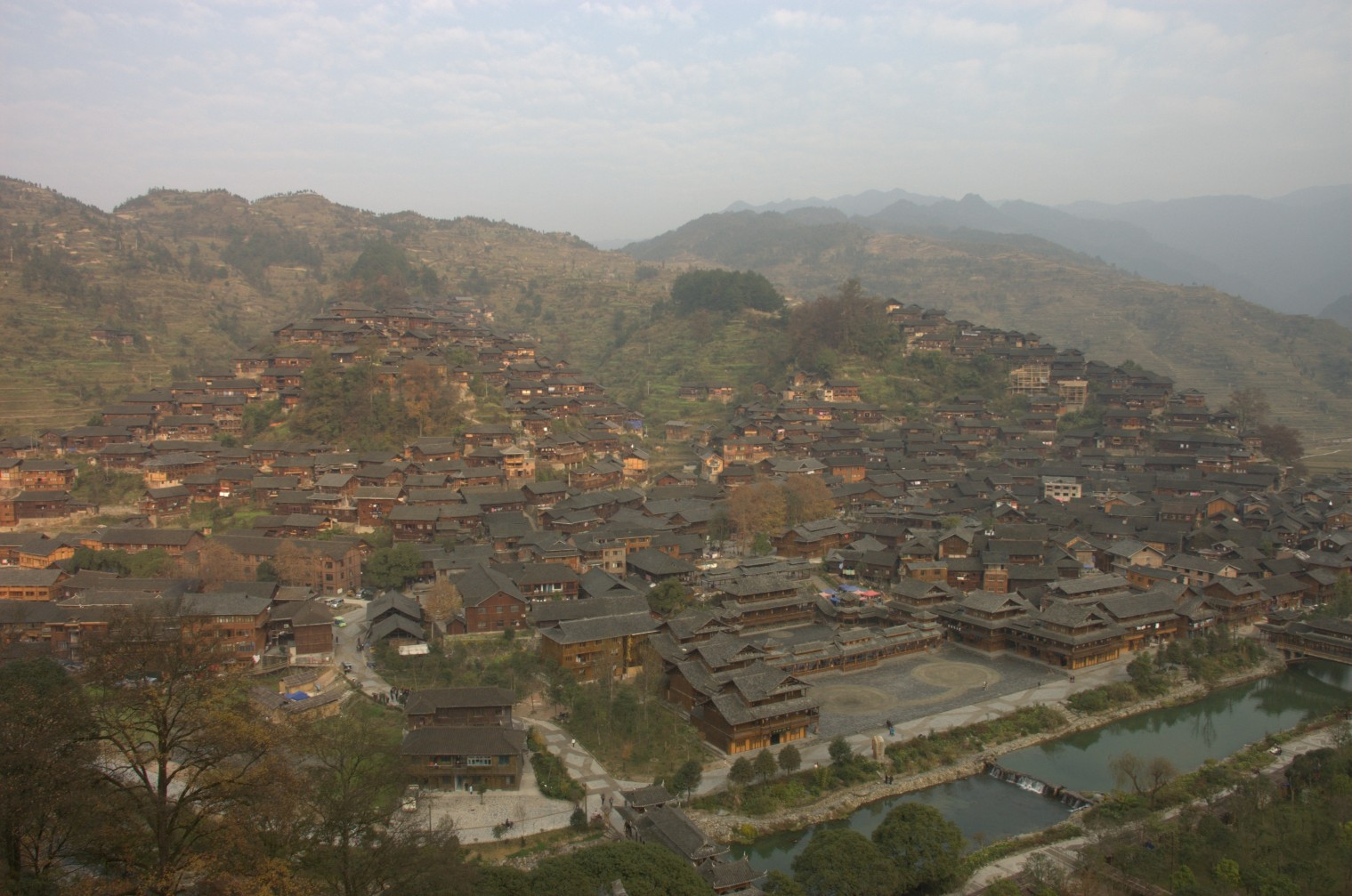
西江千户苗寨

自然村落（自然村），指的是自然形成的聚落，而不是國家以政治力量劃分的區劃（此種被稱為行政村）。
中国南方的湖南小的地名常冠以“冲”如“韶山冲”即指“自然村落”，这与南方地区多丘陵、山地有关。在偏远地区，自然村落多为一个姓氏为主的家族或宗族聚居地。
- 大的“自然村落”可以包括多个村民小组或者一个或多个村（行政村）。
- 对应于行政编组性质的基层组织“村”——行政村（建制村），称为“自然村”。
- 與“自然村落”意義相近的說法還有“寨”、“山寨”、“村寨”、“寨子”；[來源請求]特別對于山地民族集中居住地稱為常冠以“寨”。